# پیز تاورو
پیز تاورو (به لاتین: Piz Tavrü) یک کوه در سوئیس است که در کانتون گراوبوندن واقع شده‌است. پیز تاورو ۳٬۱۶۸ متر بالاتر از سطح دریا واقع شده‌است.